# الاستفتاء الرئاسي السوري 1978
الاستفتاء الرئاسي السوري 1978 أو الانتخابات الرئاسية في سوريا والتي تمت في 8 شباط 1978، تعتبر ثاني انتخابات رئاسية في ظل الجمهورية الثانية بعد استلام حزب البعث للسلطة في البلاد، وأول انتخابات بعد إقرار دستور 1973، الذي رسم للبلاد نظامًا جمهوريًا رئاسيًا شديدًا، كما أنها ثاني انتخابات تسفر عن فوز حافظ الأسد بالرئاسة، وقد شارك بها وفق الإحصاءات الرسمية 97% من الشعب.

## النتائج
| الاختيار    | الأصوات   | %    |
| ----------- | --------- | ---- |
| حافظ الأسد  | 3,975,729 | 99.9 |
| غير موافق   | 4,798     | 0.1  |
| أصوات باطلة | 11,168    | -    |
| المجموع     | 3,991,695 | 100  |